# Geomyza parvistigma
Geomyza parvistigma är en tvåvingeart som beskrevs av John Richard Vockeroth 1961. Geomyza parvistigma ingår i släktet Geomyza och familjen gräsflugor. Inga underarter finns listade i Catalogue of Life.